# Ernsgaden
Ernsgaden település Németországban, azon belül Bajorországban. Lakosainak száma 1865 fő (2023. december 31.). Ernsgaden Vohburg an der Donau és Geisenfeld községekkel határos.

## Népesség
A település népessége az elmúlt években az alábbi módon változott:
| Lakosok száma | 265  | 718  | 1085 | 1138 | 1541 | 1571 | 1604 | 1612 | 1741 | 1865 |
|               | 1875 | 1950 | 1975 | 1987 | 2012 | 2014 | 2016 | 2017 | 2021 | 2023 |